# Баймурзін Гаяз Ісламетдінович
Гаяз Ісламетдінович Баймурзін (1913—1948) — радянський військовий льотчик, Герой Радянського Союзу (1944). У роки німецько-радянської війни заступник командира ескадрильї 13-го гвардійського авіаційного полку дальньої дії 4-ї гвардійської авіаційної дивізії дальньої дії 4-го гвардійського авіаційного корпусу дальньої дії, гвардії майор. Здійснив 220 бойових вильотів.

## Біографія
Народився 1 січня 1913 року в селі Берданиш Російської імперії (за іншими даними в селі Галікаєво), нині Аргаяшського району Челябінської області. За національністю башкир.
У чотири роки Гаяз залишився сиротою. Виховувався у великій родині дядька Шихаба. Закінчив Аргаяшську неповну середню школу. Деякий час працював секретарем у сільраді. Потім навчався в Бєлорєцькому металургійному технікумі в Башкортостані.
У Червону Армію призваний в серпні 1936 року Аргаяшським райвійськкоматом Челябінської області. Закінчив Енгельську військову школу льотчиків у 1940 році.
На фронтах німецько-радянської війни з червня 1942 року. Член ВКП(б) з 1943 року. До 14 жовтня 1944 року виконав 220 бойових вильотів на бомбардування військово-промислових об'єктів у тилу ворога (в тому числі 4 рази брав участь у бомбардуваннях міста Гельсінкі і 2 рази — міста Будапешта). Екіпаж Г. І. Баймурзіна 6 разів літав на виконання спецзавдань по викиду боєприпасів і озброєння партизанів в райони міст Зволен і Брозно. За весь період бойової роботи його екіпаж скинув на ворога 410 тон бомб. Загальний наліт 320 годин вдень і 817 годин — вночі.
Після війни Г. І. Баймурзін продовжував службу у ВПС СРСР.
Загинув в авіаційній катастрофі 7 травня 1948 року, похований у місті Умань (Україна).

## Нагороди
- Звання Героя Радянського Союзу Гаязу Ісламетдіновичу Баймурзіну з врученням ордена Леніна і медалі «Золота Зірка» (№ 5110) присвоєно Указом Президії Верховної Ради СРСР від 5 листопада 1944 року[4][5].
- Орден Леніна
- Орден Червоного Прапора (19.11.1943)[6]
- Орден Вітчизняної війни I ступеня (14.04.1944)[7]
- Орден Червоної Зірки (12.03.1943)[8]
- Медалі

## Пам'ять
- У селі Кунашак Челябінської області ім'ям Героя названа вулиця, біля будівлі місцевої школи встановлено його бюст.
- На будівлі середньої школи № 2 селища Аргаяш встановлена меморіальна дошка.
- У музеї Бєлорєцького металургійного технікуму Герою присвячений спеціальний стенд.